# Vrbčany
Vrbčany (en allemand : Wirbschan) est une commune du district de Kolín, dans la région de Bohême-Centrale, en République tchèque. Sa population s'élevait à 396 habitants en 2020.

## Géographie
Vrbčany se trouve à 5 km au sud-sud-ouest de Pečky, à 15 km à l'ouest-nord-ouest de Kolín et à 41 km à l'est de Prague.
La commune est limitée par Chotutice et Radim au nord, par Plaňany à l'est, par Žabonosy et Třebovle au sud, et par Chrášťany à l'ouest.

## Histoire
La première mention écrite de la localité date de 1252.

## Transports
Par la route, Vrbčany se trouve à 7,5 km de Pečky, à 16 km de Kolín et à 52 km de Prague.